# Schutzweg (Österreich)

Hinweiszeichen § 53 Abs. 1 lit. 2a. „KENNZEICHNUNG EINES SCHUTZWEGES“

Der Schutzweg ugs. Fußgängerübergang oder Zebrastreifen ist in Österreich eine Querungsanlage auf Straßen für Fußgänger und Rollstuhlfahrer. Ein Schutzweg ist gemäß § 2 Abs. 1 Z 12 StVO 1960 „ein durch gleichmäßige Längsstreifen gekennzeichneter, für die Überquerung der Fahrbahn durch Fußgänger bestimmter Fahrbahnteil“. Neben diesem, in der Regel mit weißen Längsstreifen quer über die Fahrbahn markierten, Zebrastreifen, „bei dem ständig betriebene Lichtzeichen zur Regelung des Verkehrs oder zur Abgabe blinkenden gelben Lichtes nicht vorhanden sind“, ist das entsprechende Verkehrszeichen Kennzeichnung eines Schutzweges (§ 53. Die Hinweiszeichen) anzubringen.
Da zwischen Gehsteig und Fahrbahn in den meisten Fällen ein Niveauunterschied (Stufe) besteht, wird die Bordsteinkante an Fußgängergängen in der Regel abgesenkt oder abgeschrägt, um ein leichteres Überqueren auch mit Kinderwagen, Rollstühlen oder Handkarren zu ermöglichen. Im Unterschied zu einer Fußgängerüberführung oder einer Fußgängerunterführung quert ein Schutzweg die Fahrbahn immer auf deren Niveau, in verkehrsberuhigten Straßen aufgedoppelt auf Gehsteighöhe.

## Kennzeichnung, Rechtsgrundlage
Der Schutzweg ist durch weiße Linien mit einer Breite von 0,5 Meter in Längsrichtung der Fahrbahn gekennzeichnet und hat eine Regelbreite von 3 Metern.
Die Beschaffenheit und Anbringungsart ist in bundesländerspezifischen Richtlinien festgelegt, die überall ähnlich sind.
Außerdem muss der Schutzweg durch das Hinweiszeichen Kennzeichnung eines Schutzweges (§ 53 Abs. 1 lit. 2a und 2c StVO) gekennzeichnet werden, sofern er nicht durch gelbe Blinklichter am Rand oder über der Fahrbahn kenntlich gemacht wird oder durch Lichtzeichen geregelt ist (Ampelregelung). Auch bei geregelten Kreuzungen ist keine zusätzliche Kennzeichnung notwendig. Er kann zusätzlich durch das Gefahrenzeichen Schutzweg vorangekündigt werden. Schutzwege vor Schulen werden temporär oft zusätzlich durch Polizisten oder Schülerlotsen gesichert, um Schülern eine problemlose Benutzung des Schutzweges zu ermöglichen. Das Verhalten von Fahrzeuglenkern vor einem Schutzweg ist im § 9 Abs. 2 StVO, das Verhalten von Fußgängern – und damit auch das Queren der Fahrbahn auf Schutzwegen – ist in § 76 StVO geregelt.
Ähnlich in der Kennzeichnung sowie den Geboten und Verboten ist auch die Radfahrerüberfahrt, sozusagen ein Schutzweg für Radfahrer.
Im ersten Halbjahr 2006 stieg die Anzahl der Unfälle mit Kindern auf Schutzwegen in Österreich um bis zu 55 % an. Experten standen vor einem Rätsel, wie es in so kurzer Zeit zu so einem enormen Anstieg kommen konnte, zumal in den vorangegangenen Jahren einiges in die Sicherheit investiert worden war. Manche Experten sprachen von einem negativen Einfluss durch Licht am Tag, welches in Österreich von 15. November 2005 bis 31. Dezember 2007 für Kraftwagen Pflicht war. 2010 fanden Versuche mit Videoüberwachung von Schutzwegen in Wien statt, 2006 mit blinkenden LED-Lane-Lights in Graz zur Erhöhung der Aufmerksamkeit der Autofahrer.

§ 53. Hinweiszeichen, Abs. 1 StVO (siehe auch Auszug aus der Bildtafel der Verkehrszeichen in Österreich)
2a. „KENNZEICHNUNG EINES SCHUTZWEGES“
2c. „KENNZEICHNUNG EINES SCHUTZWEGS UND EINER RADFAHRERÜBERFAHRT“ (aus Sicht des ankommenden Verkehrs: Radfahrerüberfahrt und Schutzweg)
2c. „KENNZEICHNUNG EINES SCHUTZWEGS UND EINER RADFAHRERÜBERFAHRT“ (aus Sicht des ankommenden Verkehrs: Schutzweg und Radfahrerüberfahrt)

## Gebote
- Für Fußgänger und Rollstuhlfahrer gilt gemäß § 76 Abs. 5 StVO: „Ist ein Schutzweg vorhanden oder nicht mehr als 25 m entfernt, ist dieser zum Überqueren der Fahrbahn zu benutzen; dies gilt nicht, wenn es die Verkehrslage zweifellos zulässt und der Fahrzeugverkehr nicht behindert wird.“
- Fahrzeuglenker (ausgenommen Lenker von Schienenfahrzeugen) müssen gemäß § 9 Abs. 2 StVO Fußgängern das ungehinderte Überqueren der Fahrbahn auf dem Schutzweg ermöglichen, sobald die Absicht eines Fußgängers, die Fahrbahn zu überqueren, erkennbar ist. In der Regel wird dazu ein Anhalten notwendig sein; es kann aber auch unterbleiben, wenn der Zweck des Schutzweges (nämlich dass Fußgänger die Fahrbahn sicher und ungehindert überqueren können, obwohl sich Fahrzeuge dem Schutzweg nähern) auch so erreicht wird.

## Verbote
- Vor ungeregelten Schutzwegen gilt: Überholen von allen Fahrzeugen ist verboten, außer wenn der Überholvorgang noch vor dem Schutzweg beendet und das Fahrzeug wenn notwendig angehalten werden kann, um Fußgängern das Überqueren zu ermöglichen.
- Auf dem Schutzweg besteht absolutes Halte- und Parkverbot, ebenso fünf Meter vor dem Schutzweg aus der Sicht des ankommenden Verkehrs, wenn der Schutzweg ungeregelt ist.
- Das Vorbeifahren an Fahrzeugen, die vor einem Schutzweg angehalten haben, um einem Fußgänger das Überqueren zu ermöglichen, ist verboten.
- Das Anhalten auf dem Schutzweg im Rückstau einer Kolonne ist ebenfalls verboten.
- Da ein Schutzweg in der Querrichtung zur Fahrbahn nicht befahren werden darf, gilt dies auch für Lenker von Fahrrädern und denen gleichgestellten Fahrzeugen (Elektrofahrrad, Elektroroller und dergleichen), außer es gibt eine Zusatzmarkierung oder eine angeschlossene Radfahrerüberfahrt. Radschieben auf dem Schutzweg ist jedoch erlaubt, da eine Rad schiebende Person nicht als Fahrzeuglenker, sondern als Fußgänger gilt.

## Ansätze zur Erhöhung der Verkehrssicherheit

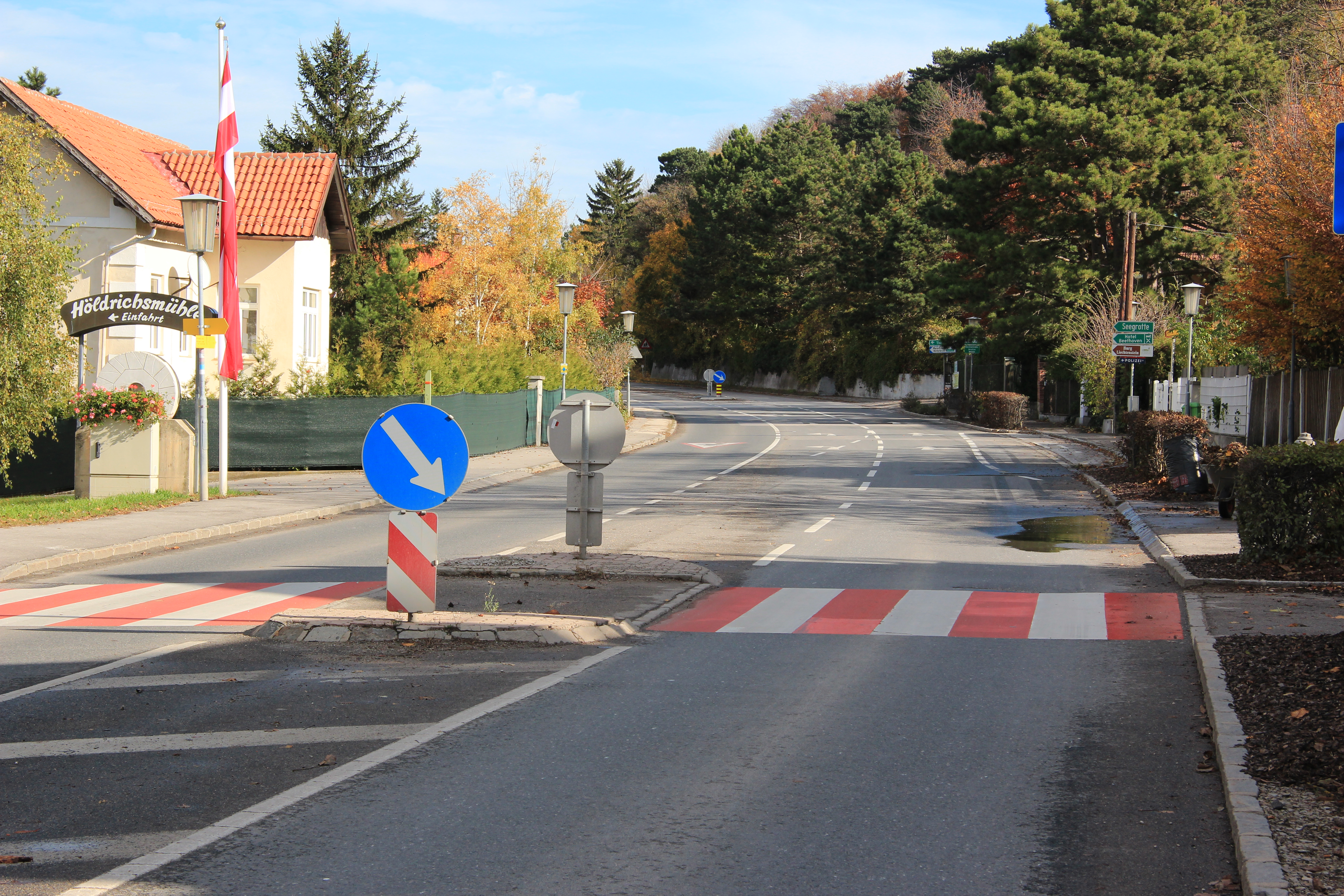
Rot-weißer Zebrastreifen in Niederösterreich

Um die Verkehrssicherheit zu erhöhen, werden immer wieder Versuche gestartet, die Wahrnehmbarkeit der Schutzwege zu verbessern:
- Seit 2004 gab es weit gediehene Versuche in Amstetten, den Schutzweg mit abwechselnd roten und weißen Streifen zu kennzeichnen. Seit 2010 werden bei zahlreichen Schutzwegen die weißen Balken rot unterlegt.[5]
- Aus psychologischen Gründen wurden in Graz von Herbst 2004 bis Frühjahr 2006 Versuche unternommen, die Zebrastreifen in Querrichtung anzubringen, um dadurch den Autofahrer besser zum Anhalten vor dem Schutzweg zu motivieren. Nach Auswertung der begleitenden Studien gelten diese Versuche im Juni 2006 als gescheitert, da sie keine Verbesserung der Situation gebracht haben.
- Ein anderes Absicherungssystem ist bereits länger (vor 2007) in Gebrauch, dabei handelt es sich um oberflächenbündige LED-Leuchten, die vor der Zebrastreifenmarkierung in die Fahrbahn eingelassen werden und über ein Sensorsystem zu blinken beginnen, sobald ein Fußgänger auf den Zebrastreifen zugeht. Damit soll die Aufmerksamkeit und Anhaltebereitschaft der Autofahrer an besonders gefährlichen Fußgängerübergängen erhöht werden.
- Ende 2017 wurden in den Städten Linz (Oberösterreich), Klagenfurt und Villach (Kärnten) sogenannte „3D-Zebrastreifen“ markiert, in Salzburg würde man zu dem damaligen Zeitpunkt über ähnliche Sicherheitskonzepte nachdenken. Getestet wurden derartige 3D-Zebrastreifen der österreichischen APA zufolge bereits in Indien, China, Russland, Spanien sowie in der isländischen Stadt Ísafjörður. Der 3D-Effekt ergibt sich durch eine optische Täuschung, wodurch der Schutzweg wirkt, als würde er schweben, wodurch die Aufmerksamkeit der Autofahrer den Fußgänger gegenüber erhöht werden soll. Dadurch, dass der Effekt nur für den ankommenden Verkehr wahrnehmbar ist, eignet er sich hauptsächlich für Einbahnen. In den beiden Kärntner Städten läuft diese Art von Bodenmarkierung als Forschungsprojekt des Kuratoriums für Verkehrssicherheit (KFV), begleitet vom Land Kärnten. Dem damaligen Verkehrssicherheitsreferenten und Landesrat der Kärntner Landesregierung, Gernot Darmann, sei es Ziel, „die Auswirkungen von dreidimensionalen Zebrastreifen auf die Verkehrssicherheit in Österreich zu untersuchen“, und sei geplant, die Forschungsergebnisse danach allen österreichischen Gemeinden und Städten zur Verfügung zu stellen. Der Forschungsleiter des KFV, Klaus Robatsch, argumentierte zu dem Projekt: „In Österreich verunglücken pro Jahr rund 1.200 Fußgänger auf Schutzwegen. Dies zeigt, dass Fußgänger auch am Schutzweg gefährdet sind und noch besser geschützt werden müssen. Aus diesem Grund arbeiten wir intensiv daran, auf wissenschaftlicher Basis neue Maßnahmen zur Erhöhung der Sicherheit auf Schutzwegen zu testen.“[6][7]
- Vereinzelt werden, wenn in Gemeinden der Verkehrssachverständige einen regulären Zebrastreifen nicht genehmigt, über die Fahrbahn rote Querungshilfen als Bodenmarkierungen aufgebracht. Diese würden zwar auffallen, sind jedoch ohne rechtliche Bedeutung.[8]